# Trung tâm Huấn luyện Quân sự Kabul

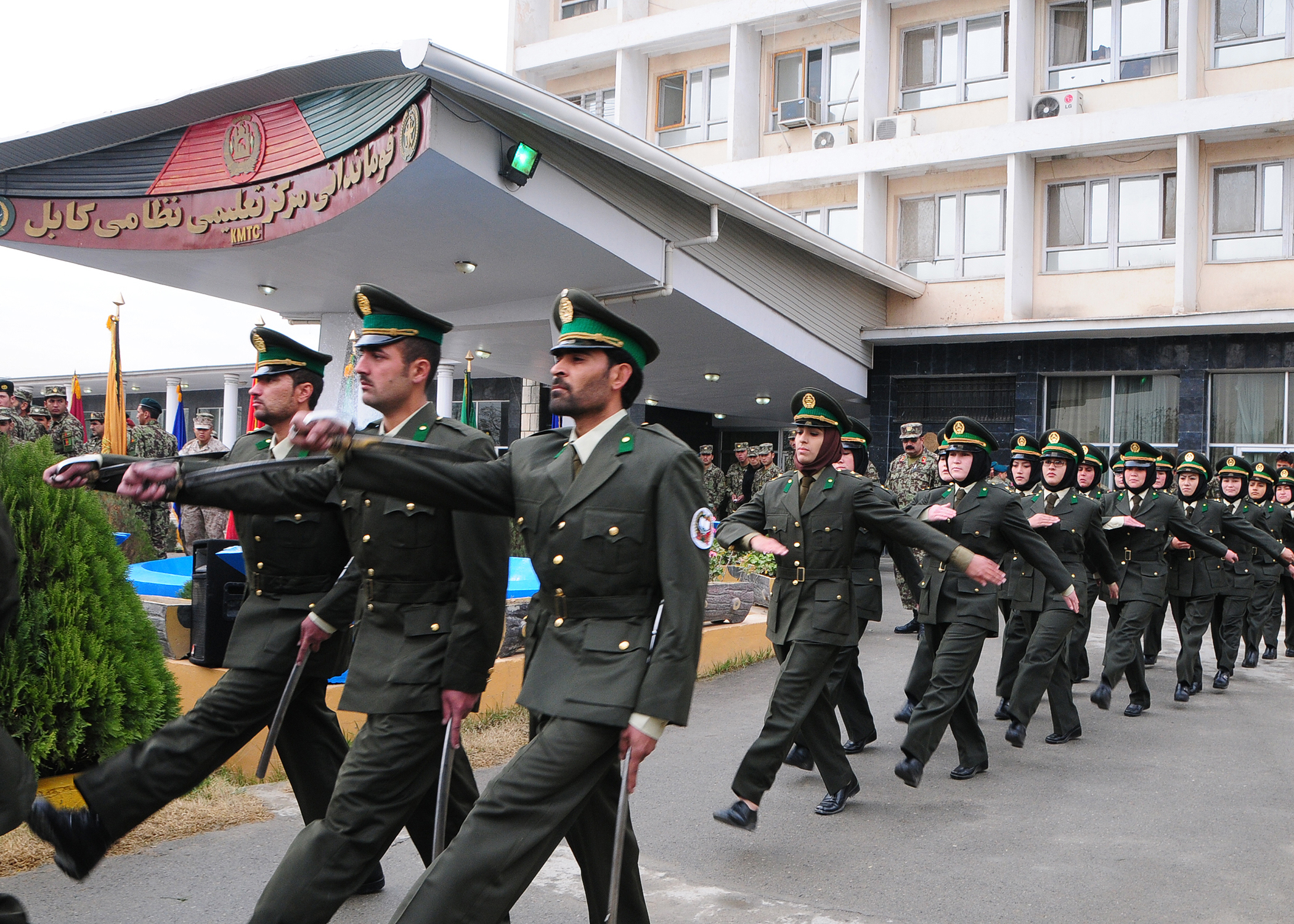
Các binh sĩ Quân lực Quốc gia Afghanistan đang diễu hành trong buổi lễ tốt nghiệp của họ tại Trung tâm Huấn luyện Quân sự Kabul (KMTC) vào năm 2011.

Trung tâm Huấn luyện Quân sự Kabul (KMTC) là trung tâm huấn luyện cơ bản cho Quân đội Afghanistan. Nằm khoảng 8 dặm về phía đông ở vùng ngoại ô của thủ đô Kabul, trung tâm này cung cấp các khóa học cơ bản bao gồm khóa huấn luyện bộ binh cơ bản kéo dài 16 tuần lễ.
Đây là một trong những trung tâm huấn luyện cơ bản lớn nhất ở Afghanistan. Tính đến tháng 4 năm 2008, trong số 70.000 người Afghanistan đã gia nhập Quân lực Quốc gia Afghanistan (ANA), một phần ba đã được đào tạo tại trung tâm này từ năm 2007 đến 2008.

## Huấn luyện cơ bản
KMTC đã tiến hành huấn luyện chiến đấu cơ bản dành cho các tân binh với khóa huấn luyện cơ bản kéo dài 16 tuần. Trung tâm này có khả năng cho ra lò một tiểu đoàn 615 người mỗi bốn tuần với khoảng 2.500 binh sĩ và phi công tham gia huấn luyện bất cứ lúc nào.

### Đào tạo đọc viết
Trọng tâm chính của sự phát triển của Lực lượng Vũ trang Afghanistan là nâng cao trình độ biết chữ trong quân đội. Năm 2009, ít hơn 35% tân binh có thể vượt qua trình độ vũ khí cơ bản do trình độ biết chữ thấp. Những người được tuyển mộ không thể đọc đúng hướng dẫn để bảo trì hoặc vận hành những khẩu súng trường phức tạp do phương Tây cung cấp và các bộ phận bổ sung như ống ngắm. Do đó, các tân binh phải thực hiện ít nhất 64 giờ học về đọc, viết và tính toán cơ bản để vượt qua Lớp 1 và chuyển đến đơn vị của mình. Tân binh còn có lựa chọn bổ sung thêm 128 giờ để lên Lớp 2, nâng tổng số giờ của họ lên 192 giờ. Để đạt được Lớp 3, học viên phải học thêm 120 giờ, tổng cộng là 312 giờ học đọc viết.